# کوریات
کوریات، روستایی در دهستان بانسنت بخش مرکزی شهرستان کنارک در استان سیستان و بلوچستان ایران است.

## جمعیت
بر پایه سرشماری عمومی نفوس و مسکن در سال ۱۳۹۵، جمعیت این روستا برابر با ۹۱ نفر (۲۴ خانوار) بوده‌است.